# Brooks Macek
Brooks Macek (Winnipeg, 15 maggio 1992) è un hockeista su ghiaccio canadese naturalizzato tedesco.

## Carriera

### Club
La sua carriera è iniziata nella stagione 2007/08 in Canada con i Notre Dame Hounds. Dal 2008 al 2013 ha giocato in WHL, prima con i Tri-City Americans (2008-2011) e poi con i Calgary Hitmen (2011-2013).
Nel 2013 è approdato in Germania con gli Iserlohn Roosters, club in cui ha militato fino al 2016, per poi passare all'EHC München, dove è rimasto per due stagioni.
Nel giugno 2018 firma un contratto con i Vegas Golden Knights in NHL.

### Nazionale
Con la rappresentativa nazionale tedesca ha partecipato ai campionati mondiali nel 2016 e nel 2017 e ha conquistato la medaglia d'argento alle Olimpiadi invernali 2018.

## Palmarès

### Olimpiadi invernali
- 1 medaglia:
  - 1 argento (Pyeongchang 2018)